# Día de los 8000 millones

Proyección de la población mundial estimada desde 1950 hasta 2100. (Fuente: United Nations Department of Economic and Social Affairs).

El día de los ocho mil millones, marcado a las 8:00 a. m. UTC del 15 de noviembre de 2022, fue designado por las Naciones Unidas como el día aproximado en que la población mundial alcanzó las ocho mil millones de personas. Sigue al día de los siete mil millones, celebrado el 31 de octubre de 2011.

## Día de los 8000 millones
Día de los 8000 millones
Se calcula que el 15 de noviembre de 2022 la población mundial alcanzará los 8000 millones de personas: todo un hito en el desarrollo humano. Este crecimiento sin precedentes se debe al incremento de la esperanza de vida, gracias a los avances en la salud pública, la nutrición, la higiene personal y la medicina. También es consecuencia de los niveles altos y sostenidos de fertilidad en algunos países.

En tan solo doce años la población mundial ha pasado de 7000 a 8000 millones de habitantes. Se estima que harán falta quince años —en 2037— para alcanzar los 9000 millones, signo de que el crecimiento se ha enlentecido.
Organización de las Naciones Unidas